# Гайдук, Станислав Аркадьевич
Станислав Аркадьевич Гайдук (бел. Станіслаў Аркадзевіч Гайдук; 1 января 1945, д. Демешковка (Березинский р-н), Минская область, БССР, СССР — 29 сентября 2017) — советский и белорусский кинорежиссёр и сценарист документальных и игровых фильмов. Лауреат премии Федерации профсоюзов Беларуси, награждён нагрудным знаком Министерства культуры Республики Беларусь «За вклад в развитие культуры Беларуси».

## Биография
Станислав Аркадьевич Гайдук родился 1 января 1945 года в деревне Демешковка Березинского района Минской области БССР. Детство и школьные годы прошли в деревне Черневка Борисовского района.
После школы учился на курсах руководителей художественной самодеятельности и в хореографическом училище. Армейскую службу проходил в Уручье, во 2-й музыкальной роте, 34-го мотострелкового полка, где тогда служили Владимир Мулявин, Леонид Тышко, Владимир Перлин. Принимал участие в общевойсковых учениях «Днепр».
В 1968 году, после демобилизации, работал на киностудии «Беларусьфильм» ассистентом художника, затем руководителем любительской киностудии «Звезда» Минского ОДО. В 1969 году поступил во ВГИК на отделение режиссуры игрового кино и телефильма. В декабре 1975 года защитил диплом, дипломная работа — короткометражный художественный фильм «Алёхин — человек „дорожный“». С января 1976 года работал на студии «Летопись» киностудии «Беларусьфильм» и на телевидении в «Белвидеоцентре». В середине 80-х годов пробовал начать карьеру в игровом кино. Поставил короткометражный художественный фильм «Сержант» о войне в Афганистане, за который получил приз на минском фестивале молодых кинематографистов. Фильм был включён в киноальманах «Мостик» и выпущен на всесоюзный экран.
С 2012 по 2016 годы писал статьи с воспоминаниями для газеты «Советская Белоруссия».
Умер 29 сентября 2017 года. Похоронен рядом с родителями в деревне Сыч

## Работы

### Игровое кино
- 1975 — Алёхин — человек «дорожный» (дипломная работа)
- 1986 — Сержант (фильм в составе киноальманаха «Мостик»)
- 1993 — Супермен поневоле, или Эротический мутант (совместно с Никитой Джигурдой)

### Документальное кино
- 1981 — Заброденские новосёлы
- 1986 — Как у нас в Зарудичах
- 1986 — Перед судом истории
- 1987 — Полоцкая жемчужина
- 1987 — Ивушка плакучая
- 1988 — Февральский марш
- 1988 — Язэп Дроздович
- 1989 — Франциск, сын Скоринин
- 1992 — Венок терновый васильков
- 1992 — Эхо восстания
- 1994 — Полоцкие лабиринты
- 1994 — Ветерок качелей
- 1995 — Симеон Полоцкий
- 1996 — Есть край один
- 1997 — Завет Евфросинии
- 1998 — Белорусское кино
- 2000 — Кукшкины дети
- 2000 — Орхидеи Беларуси
- 2001 — Хозяин
- 2003 — Спасенному воля
- 2004 — История одной фотографии
- 2005 — Под крылом ангела
- 2005 — Пока земля держится
- 2006 — Здравствуй, Беларусь
- 2007 — Отец Сергий
- 2008 — Белорусский крест
- 2008 — Ваятель
- 2009 — Слуцк
- 2009 — Я ехала домой